# 천명
천명(天命, 영어: Mandate of Heaven)은 하늘에서 부여받은 명령 또는 운명을 뜻하는 단어이다.
중국에서는 천명이라는 단어는 은나라 또는 주나라에 대한 문헌에서 등장한다. 은나라(殷)나 주나라(周)는 모두 신의 뜻에 의하여 미래를 예측하는 신권정치가 행해졌다고 주장하고 있으나 확실치 않다. 다만, 은나라에서는 모든 현상은 불변하는 신(神)의 의지로 결정되고, 군주는 주술적(呪術的) 점으로써 그것을 예견하는 것으로 그쳤다. 주나라에서는, 인간은 태어나면서부터 하늘에서 부여된 운명을 따르지만 결정적인 것은 아니며, 덕행을 쌓고 노력하는 것으로써 천명을 호전시킬 수 있고, 태만하면 천명을 다할 수 없다고 했다. 군주가 되는 자는 덕행을 쌓아야 하고, 만약 폭군이 나타났을 때는 이를 넘어뜨릴 수가 있어야 했다.
방벌(放伐)이란 걸(桀) · 주(紂) 등의 폭군을 쳐부수는 것, 선양(禪讓)이란 요(堯)가 유덕한 순(舜)에게, 다시 순은 우(禹)에게 제위를 양보하는 것 등을 말한다. 이와 같이 성(姓)을 갈고 천명(天命)을 다시 하는 것을 역성혁명(易姓革命)이라 하고, 은나라를 타도하여 주나라 왕조가 성립한 것을 정당화하는 단어로 사용되기도 하였다.

## 연혁

### 상나라와 주나라
번영했던 상나라의 통치는 여러 가지 뛰어난 업적으로 가득 차 있었다. 특히 상 왕조는 31명의 왕이 17대에 걸쳐 통치하는 등 상당한 기간 동안 지속되었습니다. 상나라 왕의 통치는 중앙집권적으로 묘사되었습니다. 왕권은 왕으로부터 흘러나왔고 그의 군대에 의해 집행되었습니다. 이웃 씨족은 결혼을 통해 동맹을 맺고 상(商) 사찰에 수용되었습니다.
은나라 말기에 대한 시에는 “하늘은 죽음과 혼란을 내리며, 기근이 반복적으로 온다”라고 적혀 있었다.  고기후 데이터는 북반구의 장기간 냉각 기간을 보여주며, 이는 상나라가 멸망할 무렵에 최대치에 이르렀다.
기원전 1059년에 두 가지 특이한 천체 현상이 일어났습니다. 5월에는 육안으로 볼 수 있는 5개 행성 중 500년 만에 가장 밀집된 모습을 게자리에서 볼 수 있었고 몇 계절 후에 핼리 혜성이 나타났다.  이들 중 하나 이상  강력한 주나라의 영주에 의해 초자연적 승인을 나타내는 눈에 보이는 표시로 해석되었다. 유정(Da Yu ding) 의 비문 과 같은 초기 기록은 이론적인 것보다 더 구체적인 언어를 사용했다. 즉 "하늘의 큰 명령"(天有大令)입니다.
상나라와 주나라는 모두 신의 조상이라고 주장했지만, 주는 통치를 맡을 권리를 설명하기 위해 천명 개념을 처음으로 사용했으며, 위임을 유지하는 유일한 방법은 하늘이며, 세계에서 잘 통치하는 것이라고 추정했을 것입다. 그들은 또한 하나라가 상나라에게 부여된 권한을 상실하여 하나라가 몰락하고 상나라가 부상했기 때문에 상나라가 권력을 잡았다고 말했습니다 . 주나라는 하나라의 사례를 들며 자신의 반란에 선례와 정당성을 부여했다.  서주의 청동 비문에는 하나라나 상나라이전의 다른 왕조가 언급되어 있지 않습니다. 주나라는 상나라의 지배 가문이 도덕적으로 부패했으며  상나라 지도자들의 미덕 상실로 인해 자신의 가문이 반란을 일으킬 자격이 있다고 믿었다  상나라를 멸망시킨 것은 하늘이 내린 명령에 따른 것이라는 것이다. 주(周) 3대 강왕(康王)의 즉위식 때에도 조명은 새 왕에게 낭독하여 하늘이 명을 바꾸었다는 믿음을 명시적으로 진술하였다.
주나라의 정치이론에서는 합법적인 권위가 하늘에서 그들의 건국 왕조 인 문왕 에게 직접 흘러갔다 . 그는 주나라가 상나라를 정복하는 것을 보지 못했지만 그의 정당성은 그의 후손들에게 전달되었다.

### 동주
주(周) 왕조는 강왕(康王)의 후계자 인 주(周)나라 조(趙)왕 의 원정으로 죽을 때까지 초기의 성공과 확장으로 특징지어졌다 .  그 후 몇 세기 동안 사회 경제적 압력으로 인해 중앙 권위가 전반적으로 약화되었다. 이것은 귀족이 수년 동안 두 경쟁 후보 사이에 분열되는 승계 위기로 인해 주 왕조는 끝이 났다. 위기가 해결되었을 때 왕실은 아주 적은 양의 토지만 보유했고 실제 군사력은 전혀 없었기 때문이었다. 이것이 동주(周)의 시작을 알렸다 . 왕가가 쇠퇴하는 동안 실권은 빼앗겼지만 왕조의 정당성은 의문시되지 않았으며 왕이 명목상으로 전락했음에도 불구하고 그의 명성은 하늘의 장자로서 최고의 위치를 유지했습니다.
그러나 진 (秦)나라의 통치자 (이는 계속해서 다른 모든 사람을 정복하고 제국 시대의 첫 번째 왕조가 됨)가 개인적으로 자신의 조상이 하늘의 명령을 받았다고 주장했다는 비문적 증거가 있다. 이르면 기원전 600년대에 여러 비문이 이 아이디어를 입증합니다. 진 통치자들이 주왕을 대신할 하늘의 승인을 받았다고 믿었는지, 왕조가 끝날 경우 자신들이 주나라의 임명된 상속자라고 믿었는지, 천명은 주왕을 통해 그들에게 자신의 땅에 대한 합법적인 권위를 부여하는 것으로 해석되었습니다.

### 진나라와 한나라
주(周) 왕조가 멸망하자 진(秦)은 그들의 나머지 땅 과 모든 경쟁자들의 땅을 흡수했습니다 . 천명은 그들의 홍보에 직접적인 역할을 하지 않았으며, 남아 있는 모든 자료에서도 언급되지 않았습니다. 아마 진 왕조는 법가 사상을 근본으로 두었기 때문일지도 모르겠습니다. 진 왕조는 오래 가지 못했습니다. 첫 번째 황제 진시황 이 죽은 후, 그의 폭정에 억압받았던 포로, 농민, 불행한 군인, 야심 찬 하급 관리, 최근 패배한 귀족의 잔존자들의 광범위한 반란이 중앙 정부를 급속히 무너뜨렸습니다.  된 추한 논쟁은 유방(Liu Bang)의 성공 과 한 왕조 의 건국 으로 끝났습니다 .
한 왕조의 현존하는 역사 문서는 전제적인 정책, 두 번째 황제의 무능함을 강조하고 첫 번째 황제의 사생아 출생에 대한 설명을 제공하면서 이전 진을 매우 불리한 시각으로 묘사합니다. 이는 자신들이 새로이 하늘의 명을 받았다는 정당성을 주장하기 위해서라고 생각한다. 한나라의 창시자 유방이 귀족 출신이 아닌 배경에서 권력을 잡고, 무훈을 통해 승리를 거둔 것은 불편한 사실이었다. 이를 수용하기 위해 유방은 신화적 탄생으로, 나중에는 신성한 존재로 여겨졌다.
왕망은 서한 말에 권력을 잡았을 때 천명론을 자신에게 유리하게 받아들였다. 상서롭고 특이한 사건은 하늘이 새로운 상속자를 선택할 것을 예고한다고 말했기 때문에 하늘이 새로 천명을 받은 자로 그를 선택했음을 나타내는 징조를 조작했다.
한씨가 복위한 후 천명은 불확실한 근거에 서게 되었다. 일부 이론가들은 미덕에 대한 판단을 위임장에서 분리하여 주로 조상을 통해 물려받은 것으로 보는 반면, 다른 이론가들은 5단계 이론을 선호하여 이 개념을 완전히 포기했습니다.

### 분열의 시대
한족의 마지막 황제는 CE 220년 에 막강한 재상 조비(曹皮) 에게 양위하였고, 이러한 권력 이양에서 하늘의 위임 사상이 큰 역할을 했다. 궁중 예지자 서지(許芝)는 조비의 위 (魏)가 한(Han)을 계승해야 함 을 보여주는 점술 및 역사적 문헌에서 찾은 징후를 긴 각서에 열거했다 . 다양한 관리들의 일련의 서면 성명이 이어졌고, 한 황제 시안의 공식 퇴위 발표와 조비의 즉위로 정점에 달했다. 퇴위 선언에는 천명이 영원하지 않다는 것이 명시되어 있으며, 한 집안의 덕이 한동안 쇠퇴하지 않았다고 주장하는 사람은 아무도 없었다.  이 저자들의 눈에는 하늘의 명령이 덕을 따랐다.  조위(曹魏)가 하늘의 적법한 후계자 라는 생각이 수세기 동안 지배적이었던 반면, 하늘의 명령이 대신 경쟁 국가인 촉한( Shu Han) 에게 넘어갔다는 대체 이론은 300년대에 역사가 서작지가 처음으로 명료화했고 ,  훨씬 후의 송나라 에 의해보편적으로 받아들여졌다.
위(魏)의 마지막 황제가 차례로 서진(西晉) 쇄퇘하였고, 이 왕조는 곧 한족이 아닌 민족에게 중국 북부에 대한 통제권을 빼앗겼고, 뒤이은 남부 왕조의 문헌에는 국가 전인(國寧印) 이라는 물건이 나타나기 시작했습니다 . 이 전인은 하늘의 명령을 물리적으로 표현한 것으로, 이민족들에 의해 어쩔 수 없이 추방된 남부 귀족들이 문화적 우월감을 유지하고 반사실적인 정치적 현실에 직면하여 천명의 타당성을 유지할 수 있도록 했습니다.

### 오대(五代) 시대
이 부분의 본문은 오대십국시대입니다.
오대십국시대에는 중국 전역을 통치하는 지배적인 중국 왕조가 없었습니다. 이는 당에서 송으로 위임통치의 명확한 전달을 확립함으로써 자신들의 통치를 합법화하기를 원했던 송나라에 문제를 일으켰다. 학자이자 관리인 설거정 (Xue Juzheng) 은 송나라가 오대 (五代)의 마지막인 후주 (後周) 로부터 중국 북부를 빼앗은 후인 960년대와 970년대에 오대고사 (五代史)를 편찬했다. 이 책의 주요 목적은 천명이 이들 다섯 왕조를 거쳐 송나라로 넘어가는 것에 대한 정당성을 확립하는 것이었다. 그는 이들 왕조가 중국 전체를 통치한 적이 없음에도 불구하고 천명을 획득한 것으로 간주될 수 있는 특정한 중요한 기준을 충족했다고 주장했다. 근거는 바로, 그들이 모두 전통적인 중국 중심부를 지배했다는 것이다.
그러나 이들 왕조가 확실히 부족한 다른 영역도 있었습니다. 주전충과 그의 후양의 잔인한 행동은 상당한 당혹감을 불러일으켰고, 따라서 그들을 위임통치에서 제외하라는 압력이 있었습니다. 다음 세 왕조, 즉 후당(後唐) , 후금(後晉) , 후한(後汉) 은 모두 한족이 아닌 이민족의 통치자가 있는 비한족 왕조였습니다. 게다가 그들 중 어느 누구도 남쪽의 강대국을 물리치고 중국 왕국 전체를 통일할 수 없었다. 그러나 주전충은 위임 통치가 실제로 각 5대 왕조를 거쳐 마지막 왕조를 정복했을 때 송 왕조로 넘어갔다고 결론지었습니다.

### 청나라
이 부분의 본문은 명나라에서 청나라로의 전환입니다.
청나라 는 중국 본토 를 정복한 만주족 에 의해 세워졌습니다 . 청나라의 시조로 추앙받는 누르하치는 원래 명나라 의 가신 이었다가 나중에 명나라에 반기를 들었다. 그러나 청나라 통치자들에 따르면 명나라를 전복시킨 것은 이자성이 이끄는 농민 반군들 이었으며 , 따라서 청나라가 명나라를 멸망시킨 데에는 책임이 없다고 했다. 대신 청나라는 명나라가 통제하지 못한 많은 반역자, 삼번과 도적을 물리치고 제국의 안정을 회복함으로써 천명을 얻었다고 주장했다.  안정이 하늘의 은총의 표시이듯이, 혼란은 하늘의 노여움의 표시였다. 따라서 청나라와 그 이전 왕조의 황제들은 통치 중 자연재해를 천명을 받은 자신들이 올바르게 행동하고 통치하지 못한 것을 반성하는 이유로 해석하는 경우가 많았다.

## 통치권과 반란권
맹자는 이렇게 말했습니다. 
사람이 가장 중요하다. 그 다음에는 흙과 곡식의 제단이 온다. 마지막으로 통치자가 온다. 그렇기 때문에 만민의 신임을 얻는 자가 황제가 되는 것이다... 지방의 영주가 흙과 곡식의 제단을 위험에 빠뜨리면 그를 교체해야 한다. 제사하는 짐승이 윤택하고 제물이 정결하며 제사를 제때에 행하되 홍수와 가뭄이 이르면 제단을 교체해야 한다.

—  
그러므로 천명은 무조건적인 통치권을 부여하지 않는다. 천명을 유지하려면 통치자의 수행은 정의롭고 효과적이어야 하며, 국외로 권력을 과도하게 확장하고 유지해서는 안 된다.  은 반란을 일으킬 권리를 갖고 있었다.  전국시대 의 정치철학자 중에서 맹자는 아마도 사악한 통치자를 타도하는 것과 일반 범죄자를 처벌하는 것 사이의 구별을 의도적으로 없애는 가장 급진적인 혁명가였을 것이다.  보다 보수적인 순자는 얼마 지나지 않아 반란을 부적합한 통치자의 무능함의 정점 표현으로 간주했으며 이미 불가피한 경우에만 정당화되었다.  한편, 권위주의자인 한비자는 정의로운 반란의 개념을 완전히 거부하고, 성공적인 제국을 세운 반군인 상나라의 당나라 와 주나라의 오나라 와 같은 문화 영웅들을 비난하기까지 했다 .  한 왕조 시대에는 한 통치자들이 자신의 역사를 반란에서 탄생했다는 사실을 부정할 수도 없고 스스로 타도해야 한다는 생각도 받아들일 수 없었기 때문에 반란에 대한 권리는 정치적으로 민감한 주제였다.
불의한 통치자에 대한 반란의 권리는 주(周) 왕조 이래로 중국 정치 철학의 일부였으며, 성공적인 반란은 중국 역사가들에 의해 신의 승인이 다음 왕조에 전달되었다는 증거로 해석되었다. 반란의 권리는 공식 법률로 규정되어 있지 않는다. 오히려 반란은 항상 불법이며 가혹한 처벌을 받는다. 그러나 이는 여전히 중국 도덕 체계에 기반을 둔 긍정적인 권리이다. 종종 반란이 성공하고 새로운 왕조의 통치가 확립된 후 이전 왕조를 전복하려는 행동을 정당화하는 데 사용된다. 승자가 천명을 얻었고 누가 잃었는지 결정하는 사람이기 때문에 일부 중국 학자들은 이를 일종의 승자의 정의 로 간주하는데 , 이는 "승자는 왕이 되고 패자는 무법자'(중국어: “成者爲王，敗者爲寇”). 이 때문에 한 왕조의 멸망과 새로운 왕조의 성립에 관한 중국의 역사담은 조심스럽게 다뤄져야 한다고 여겨진다. 중국의 전통적인 역사 편찬 방법은 자신들의 설명을 이론에 맞추는 경향이 있는 설명을 생산하며, 구 왕조가 천명을 잃었고 새 왕조가 천명을 얻었음을 증명하는 측면을 강조하고 다른 측면은 덜 강조하는 경향이 있다.
20세기와 21세기에 학생 반란의 유교적 요소들은 2014년 대만의 해바라기 학생 운동 과 2014년 및 2019년 홍콩 시위를 포함한 주목할만한 사례를 통해 대규모 활동으로 입증되었듯이 천명이 상실되었다고 종종 주장했습니다. .
제국 시대 에 중국 황제들은 자신의 지위에 이익이 되고 천명을 지키기 위해 선한 영향력을 행사하고 의식을 거행함으로써 덕 (德)을 기원했습니다. 또한 위임통치는 여러 황제나 통치자에게 동시에 주어질 수 없었다.

## 영향
중세 중국의 영향으로 인해 천명 개념은 신의 정치적 정당성에 의한 통치를 정당화하기 위해 다른 동아시아 국가로 확산되었습니다. 한국 에서는 삼국 중 하나인  가 천명에 기초한 중국의 천하 사상을 받아들였으나, 고구려 에서는 천하사상을 신조에 기초한 것으로 바꾸었다. 고구려 설화에서 주몽은 황제의 아들 혜이끼와 물의 신 하백의 딸 유화 사이에서 태어났다. 유화가 임신을 했을 때 부여왕에게 몸을 맡기고 알을 낳았는데, 그 알에서 나온 사람이 바로 주몽이었다. 알에서 태어난 주몽이 자라서 갖가지 기이한 술수를 부리자 부여왕의 아들들이 질투하게 되었고, 주몽은 결국 부여를 떠나 고구려라는 나라를 세웠다.  고구려가 부여를 신의 아들로 세워 천명 아래 추방하는 것이 정당하다고 주장한 사건이다. 신라는 고구려와 비슷하다. 신라 건국설화에 따르면 신라가 있던 지역에는 왕이 없었는데, 6대와 6대가 화가들의 모임을 열어 통치했다고 한다. 그들은 현 정치 체제보다는 왕이 존재하는 군주제를 원했지만, 어느 날 우물 근처에서 알을 발견하고 그 속에서 한 알이 태어났다. 촌장들은 그에게 박혁거세라는 이름을 주고 그를 왕으로 삼아 지금의 신라를 세웠다고 한다. 가장 초기의 기록은 천명을 지속적인 국가 이념으로 삼은 조선 왕조 의 기록이다.
이 이데올로기는 베트남에서도 채택되었으며 베트남어로 Thiên mònh ( Chữ Hán : 天命)로 알려져 있습니다. 신의 명령은 베트남 황제에게 혈통이 아니라 통치 능력에 따라 통치할 권리를 부여했습니다.  후기의 중앙집권화된 베트남 왕조는 유교를 국가 이념으로 채택했고, 이로 인해 동아시아의 중국 중심 체제를 모델로 한 동남아시아의 베트남 조공 시스템이 탄생하게 되었습니다 .
일본에서는 "하늘의 아들"이라는 칭호가 군주를 하늘의 신들과 여신들에 의해 선택된 반신 , 신 또는 "살아있는 신"으로 지칭하는 문자 그대로 해석했습니다.  결국 일본 정부는 이 개념이 이념적으로 문제가 있다는 것을 알게 되었고, 조건부이고 철회될 수 있는 신성한 정치적 정당성을 갖는 것을 선호하지 않았습니다. 703년에 제정된 일본 태호법전은 대체로 당나라 정부 체제를 개작한 것이지만 , 천명은 구체적으로 생략되었습니다.

## 같이 보기
- 정치사상
  - 명백한 운명
  - 왕권신수설 (군권신수설)
  - 천 (사상)
- 노블레스 오블리주
- 전국옥새
- 주나라
- 천안문
- 천자
- 천하
- 탄핵
- 혁명

## 참고 문헌
- 이 문서에는 다음커뮤니케이션(현 카카오)에서 GFDL 또는 CC-SA 라이선스로 배포한 글로벌 세계대백과사전의 내용을 기초로 작성된 글이 포함되어 있습니다.